# Buccinum hydrophanum
Buccinum hydrophanum är en snäckart som beskrevs av Hancock 1846. Buccinum hydrophanum ingår i släktet Buccinum och familjen valthornssnäckor.  Inga underarter finns listade i Catalogue of Life.
Arten har ej påträffats i Sverige.  Den är att betrakta som högarktisk och har påträffats på stora djup i Ishavet. I Norge har den påträffats i Varangerfjorden längst upp mot ryska gränsen, men 1917 rapporterades även ett enstaka exemplar i Trondheimsfjorden i Tröndelag på mellan 200 och 400 meters djup. Det fyndet betraktas som en ishavsrelikt.